# Пітерсбург (Небраска)
Пітерсбург (англ. Petersburg) — селище (англ. village) в США, в окрузі Бун штату Небраска. Населення — 332 особи (2020).

## Географія
Пітерсбург розташований за координатами 41°51′13″ пн. ш. 98°4′52″ зх. д. / 41.85361° пн. ш. 98.08111° зх. д. (41.853572, -98.081064).  За даними Бюро перепису населення США в 2010 році селище мало площу 0,97 км², уся площа — суходіл.

## Демографія
Згідно з переписом 2010 року, у селищі мешкали 333 особи в 145 домогосподарствах у складі 94 родин. Густота населення становила 344 особи/км².  Було 168 помешкань (174/км²).
Расовий склад населення:
| - 98,8 % — білих |

До двох чи більше рас належало 1,2 %. Частка іспаномовних становила 1,8 % від усіх жителів.
За віковим діапазоном населення розподілялося таким чином: 22,2 % — особи молодші 18 років, 54,4 % — особи у віці 18—64 років, 23,4 % — особи у віці 65 років та старші. Медіана віку мешканця становила 46,2 року. На 100 осіб жіночої статі у селищі припадало 97,0 чоловіків;  на 100 жінок у віці від 18 років та старших — 94,7 чоловіків також старших 18 років.
Середній дохід на одне домашнє господарство  становив 48 872 долари США (медіана — 42 188), а середній дохід на одну сім'ю — 58 662 долари (медіана — 51 250). За межею бідності перебувало 4,0 % осіб, у тому числі 10,2 % дітей у віці до 18 років та 3,6 % осіб у віці 65 років та старших.
Цивільне працевлаштоване населення становило 184 особи. Основні галузі зайнятості: освіта, охорона здоров'я та соціальна допомога — 25,0 %, сільське господарство, лісництво, риболовля — 17,9 %, роздрібна торгівля — 13,0 %, мистецтво, розваги та відпочинок — 10,9 %.